# Sabulina bilykiana
Sabulina bilykiana, syn. Minuartia bilykiana — вид квіткових рослин родини гвоздикових (Caryophyllaceae).

## Біоморфологічна характеристика
Це однорічна рослина 5–7 см заввишки, запушена густо-залозисто. Листки ланцетні, 3–6 мм завдовжки. Пелюстки рівні чи трохи довші за чашолистки; коробочки довші за чашечки.

## Поширення
Ендемік України.
В Україні вид росте на вологих піщаних місцях — у Степу, дуже рідко (Одеська обл., Белградський р-н.)